# Rubus vagensis
Rubus vagensis är en rosväxtart som beskrevs av Alan Newton och M. Porter. Rubus vagensis ingår i släktet rubusar, och familjen rosväxter. Inga underarter finns listade i Catalogue of Life.